# 第51艦隊兵站支援飛行隊 (アメリカ海軍)
第51艦隊兵站支援飛行隊（だい51かんたいへいたんしえんひこうたい、英: Fleet Logistics Support Squadron 51、略称：VR-51）は、アメリカ海軍艦隊兵站支援航空団隷下の輸送機部隊。愛称はウインドジャマーズ（英: Windjammers）。1997年6月1日に編成され、航空機による高優先度貨物輸送を担っている。ハワイ州のカネオヘ・ベイ海兵隊航空基地に所在し、輸送機としてC-40Aを運用する。なお、アメリカ海軍の予備役飛行隊になっている。

## 歴代運用機
- 輸送機
  - C-20G
  - C-40A

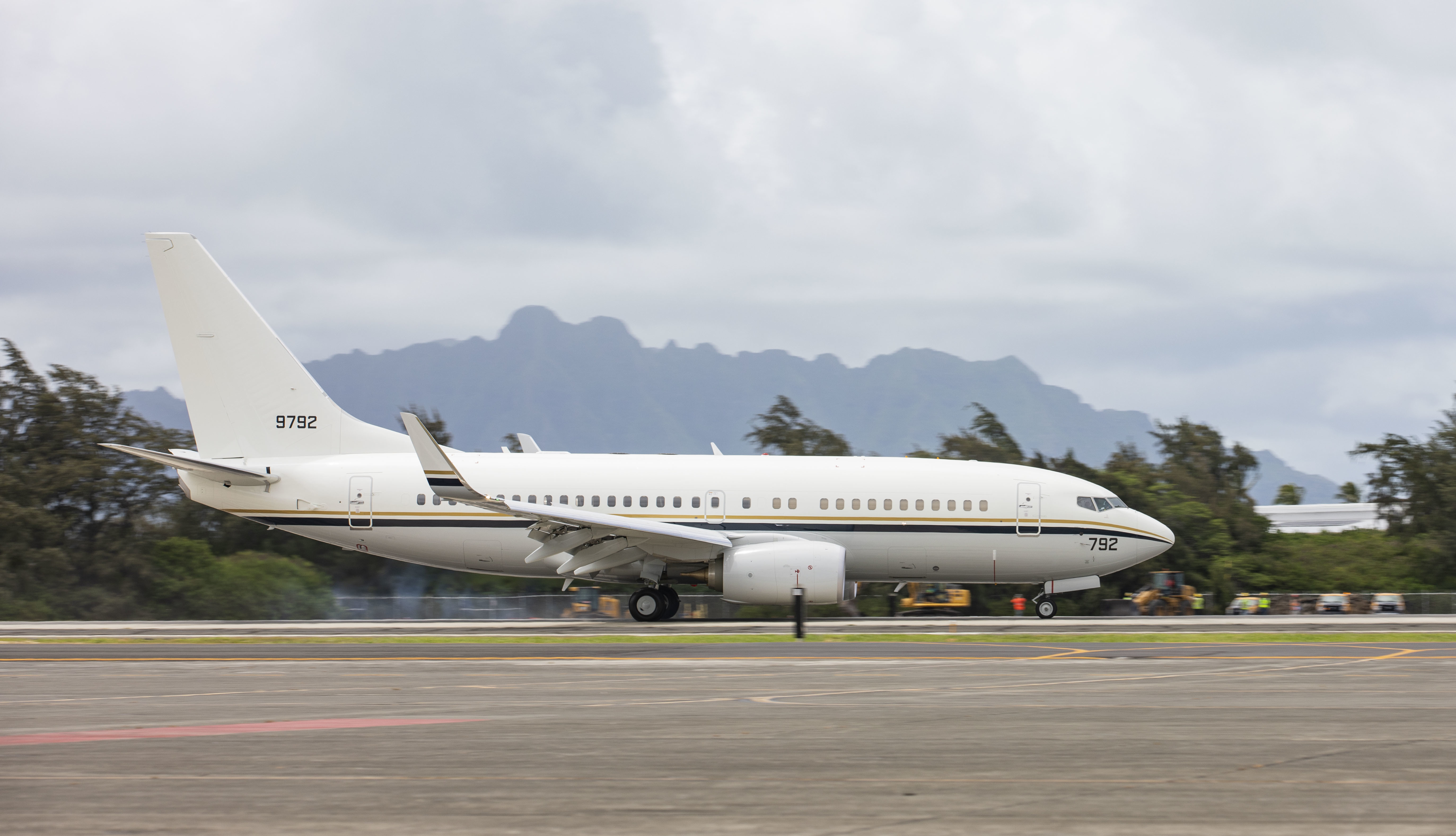
VR-51で運用するC-40A